# Cynthia elymnias
Cynthia elymnias är en fjärilsart som beskrevs av Jules Pièrre Rambur 1829. Cynthia elymnias ingår i släktet Cynthia och familjen praktfjärilar. Inga underarter finns listade i Catalogue of Life.